# Alpha2 Herculis
Título a ser usado para criar uma ligação interna é Alpha2 Herculis.
Alpha2 Herculis (64 Herculis) é uma estrela na direção da constelação de Hercules. Possui uma ascensão reta de 17h 14m 39.20s e uma declinação de +14° 23′ 24.0″. Sua magnitude aparente é igual a 5.39. Sua magnitude absoluta é igual a .